# Hr. Ms. K III
Il K.III è stato un sottomarino della Koninklijke Marine olandese, radiato nel 1934

## Storia

I residenti, probabilmente nel Borneo, visitano il sottomarino K III.

Il sottomarino a propulsione convenzionale K III fu ordinato nel 1915, impostato presso il cantiere navale Koninklijke Maatschappij De Schelde di Flessinga il 15 luglio dello stesso anno, in piena prima guerra mondiale, fu varato il 12 agosto 1919 ed entrò in servizio il 9 luglio 1920. I due previsti motori diesel MAN, non consegnati a causa della guerra, furono sostituiti da altrettanti Sulzer. Il 4 settembre 1920 la K III iniziò il suo viaggio verso le Indie orientali olandesi, il suo teatro delle operazioni. Fu il primo sottomarino della marina olandese a compiere il viaggio senza scorta. Salpato da Vlissingen il 4 settembre 1920,  fece tappa a El Ferrol, Algeri, Malta, attraversò il Canale di Suez, sostò ad Aden, Colombo, Padang, Tanjung Priok, arrivando a Surabaya il 18 dicembre 1920. Fu radiato e demolito nelle Indie orientali olandesi, nel 1934.

### Fonti
1. 1 2  Gardiner 1985, p. 369.
2. 1 2 3 4 5 6  Dutchsubmarines.
3. ↑  Navypedia.